# Campeonato Cearense de Futebol de 1997
O Campeonato Cearense de Futebol de 1997 foi a 83ª edição do torneio. O Ceará Sporting Club conquistou seu 35º título cearense, o segundo seguido, e abriu uma vantagem de 5 títulos sobre seu rival, Fortaleza, que tinha 30.

## O campeonato

### Primeiro turno
Primeira fase
| Pos | Equipe              | PG | J  | V  | E | D  | GP | GS | SG  | Classificação                           |
| --- | ------------------- | -- | -- | -- | - | -- | -- | -- | --- | --------------------------------------- |
| 1   | Ceará               | 41 | 15 | 13 | 2 | 0  | 40 | 4  | 36  | Classificados para o Quadrangular Final |
| 2   | Fortaleza           | 37 | 15 | 12 | 1 | 2  | 49 | 13 | 36  | Classificados para o Quadrangular Final |
| 3   | Ferroviário         | 34 | 15 | 10 | 4 | 1  | 35 | 18 | 17  | Classificados para o Quadrangular Final |
| 4   | Quixadá             | 27 | 15 | 8  | 3 | 4  | 23 | 16 | 7   | Classificados para o Quadrangular Final |
| 5   | Russas              | 24 | 15 | 7  | 3 | 5  | 25 | 26 | -1  |                                         |
| 6   | Guarany de Sobral   | 22 | 15 | 7  | 1 | 7  | 15 | 14 | 1   |                                         |
| 7   | Itapipoca           | 21 | 15 | 6  | 3 | 6  | 18 | 17 | 1   |                                         |
| 8   | Tiradentes-CE       | 19 | 15 | 4  | 7 | 4  | 21 | 19 | 2   |                                         |
| 9   | Calouros do Ar      | 17 | 15 | 5  | 2 | 8  | 14 | 19 | -5  |                                         |
| 10  | Uruburetama         | 17 | 15 | 5  | 2 | 8  | 19 | 32 | -13 |                                         |
| 11  | Iguatu FC           | 17 | 15 | 4  | 5 | 6  | 13 | 22 | -9  |                                         |
| 12  | Esporte Limoeiro    | 16 | 15 | 5  | 1 | 9  | 21 | 33 | -12 |                                         |
| 13  | Icasa EC            | 15 | 15 | 4  | 3 | 8  | 11 | 17 | –6  |                                         |
| 14  | Guarani de Juazeiro | 13 | 15 | 4  | 1 | 10 | 23 | 36 | -13 |                                         |
| 15  | Portuguesa do Crato | 10 | 15 | 3  | 1 | 11 | 15 | 36 | -21 |                                         |
| 16  | América             | 9  | 15 | 2  | 3 | 10 | 21 | 41 | -20 |                                         |

##### Quadrangular final
| Pos | Equipe      | PG | J | V | E | D | GP | GS | SG | Classificação                         |
| --- | ----------- | -- | - | - | - | - | -- | -- | -- | ------------------------------------- |
| 1   | Fortaleza   | 13 | 6 | 3 | 3 | 0 | 10 | 5  | 5  | Campeão do Primeiro Turno e Finalista |
| 2   | Ceará       | 8  | 6 | 1 | 3 | 2 | 8  | 8  | 0  |                                       |
| 3   | Quixadá     | 6  | 6 | 1 | 3 | 2 | 9  | 10 | -1 |                                       |
| 4   | Ferroviário | 6  | 6 | 1 | 3 | 0 | 6  | 10 | -4 |                                       |

### Segundo turno
Primeira fase
| Pos | Equipe              | PG | J  | V  | E | D  | GP | GS | SG  | Classificação                           |
| --- | ------------------- | -- | -- | -- | - | -- | -- | -- | --- | --------------------------------------- |
| 1   | Ceará               | 37 | 15 | 11 | 4 | 0  | 32 | 4  | 28  | Classificados para o Quadrangular Final |
| 2   | Ferroviário         | 31 | 15 | 10 | 1 | 4  | 33 | 17 | 16  | Classificados para o Quadrangular Final |
| 3   | Icasa EC            | 30 | 15 | 8  | 6 | 1  | 23 | 12 | 11  | Classificados para o Quadrangular Final |
| 4   | Fortaleza           | 29 | 15 | 9  | 2 | 4  | 27 | 16 | 11  | Classificados para o Quadrangular Final |
| 5   | Quixadá             | 27 | 15 | 7  | 6 | 2  | 25 | 7  | 18  |                                         |
| 6   | Guarany de Sobral   | 26 | 15 | 7  | 5 | 3  | 26 | 17 | 9   |                                         |
| 7   | Esporte Limoeiro    | 23 | 15 | 7  | 2 | 6  | 35 | 32 | 3   |                                         |
| 8   | Tiradentes-CE       | 22 | 15 | 6  | 4 | 5  | 18 | 19 | -1  |                                         |
| 9   | Portuguesa do Crato | 17 | 15 | 6  | 4 | 5  | 16 | 18 | –2  |                                         |
| 10  | Russas              | 16 | 15 | 5  | 1 | 9  | 22 | 22 | 0   |                                         |
| 11  | Uruburetama         | 16 | 15 | 4  | 4 | 7  | 21 | 25 | -4  |                                         |
| 12  | Iguatu FC           | 16 | 15 | 4  | 4 | 7  | 11 | 24 | -13 |                                         |
| 13  | Calouros do Ar      | 12 | 15 | 3  | 3 | 9  | 13 | 23 | -10 |                                         |
| 14  | Guarani de Juazeiro | 9  | 15 | 2  | 3 | 10 | 18 | 36 | -18 |                                         |
| 15  | América             | 9  | 15 | 2  | 3 | 10 | 16 | 42 | -26 |                                         |
| 16  | Itapipoca           | 8  | 15 | 2  | 2 | 11 | 17 | 39 | -22 |                                         |

##### Quadrangular final
| Pos | Equipe      | PG | J | V | E | D | GP | GS | SG | Classificação                        |
| --- | ----------- | -- | - | - | - | - | -- | -- | -- | ------------------------------------ |
| 1   | Ceará       | 18 | 6 | 5 | 1 | 0 | 15 | 4  | 11 | Campeão do Segundo Turno e Finalista |
| 2   | Icasa EC    | 9  | 6 | 3 | 0 | 3 | 6  | 9  | -3 |                                      |
| 3   | Fortaleza   | 7  | 6 | 2 | 1 | 3 | 7  | 8  | -1 |                                      |
| 4   | Ferroviário | 4  | 6 | 1 | 0 | 5 | 3  | 10 | -7 |                                      |

### Grande Final
Ida
| 3 de agosto | Ceará | 0 – 0 | Fortaleza | Estádio Castelão, Fortaleza                                   |
| 16:00       |       |       |           | Público: 10 096 Renda: R$ 89.475,00 Árbitro: BR Cesar Augusto |

Volta
| 10 de agosto | Fortaleza               | 2 – 3 | Ceará                             | Estádio Castelão, Fortaleza                                     |
| 16:00        | Adriano Gaúcho · Sandro |       | Bechara · Stênio · Mário César +' | Público: 36 646 Renda: R$ 372.170,00 Árbitro: BR Dacildo Mourão |

## Premiação
| Campeonato Cearense de 1997  |
| Fortaleza                    |
| ---------------------------- |
| CEARÁ Bicampeão (35º título) |

## Classificação final
| Pos | Equipe              | PG  | J  | V  | E  | D  | GP | GS | SG  | Classificação                                                                   |
| --- | ------------------- | --- | -- | -- | -- | -- | -- | -- | --- | ------------------------------------------------------------------------------- |
| 1   | Ceará               | 106 | 44 | 30 | 12 | 12 | 97 | 22 | 75  | Campeão e classificado para a Copa do Brasil de 1998 e Copa do Nordeste de 1998 |
| 2   | Fortaleza           | 88  | 44 | 26 | 9  | 9  | 95 | 44 | 51  | Vice-campeão e classificado para a Copa do Nordeste de 1998                     |
| 3   | Ferroviário         | 75  | 42 | 22 | 8  | 12 | 77 | 55 | 22  |                                                                                 |
| 4   | Quixadá             | 60  | 36 | 16 | 12 | 8  | 57 | 33 | 24  |                                                                                 |
| 5   | Icasa EC            | 54  | 36 | 15 | 9  | 12 | 40 | 38 | 2   |                                                                                 |
| 6   | Guarany de Sobral   | 48  | 30 | 14 | 6  | 10 | 41 | 31 | 10  |                                                                                 |
| 7   | Tiradentes-CE       | 41  | 30 | 10 | 11 | 9  | 39 | 38 | 1   |                                                                                 |
| 8   | Russas              | 40  | 30 | 12 | 4  | 14 | 47 | 48 | 1   |                                                                                 |
| 9   | Esporte Limoeiro    | 39  | 30 | 12 | 3  | 15 | 56 | 65 | -9  |                                                                                 |
| 10  | Uruburetama         | 33  | 30 | 9  | 6  | 15 | 40 | 57 | -17 |                                                                                 |
| 11  | Iguatu FC           | 33  | 30 | 8  | 9  | 13 | 24 | 46 | -22 |                                                                                 |
| 12  | Calouros do Ar      | 29  | 30 | 8  | 5  | 17 | 27 | 42 | -15 |                                                                                 |
| 13  | Itapipoca           | 29  | 30 | 8  | 5  | 17 | 35 | 56 | -21 |                                                                                 |
| 14  | Portuguesa do Crato | 27  | 30 | 9  | 5  | 16 | 31 | 54 | -23 |                                                                                 |
| 15  | Guarani de Juazeiro | 22  | 30 | 6  | 4  | 20 | 41 | 72 | -31 |                                                                                 |
| 16  | América             | 18  | 30 | 4  | 6  | 20 | 37 | 83 | -46 |                                                                                 |

No quadrangular do 1º Turno, Ceará ganhou 2 pontos extras e o Fortaleza 1 ponto. Já no 2º, o Ceará ganhou 2 e o Ferroviário 1 ponto extra. Ainda na Primeira Fase do 2º Turno, a Portuguesa perdeu 5 pontos por uso de jogadores irregulares.